# Kakongo
Kakongo war ein zentralafrikanisches Königreich an der Atlantikküste, mit der Hauptstadt Malembo. 
Kakongo wurde im Norden von Loango, im Süden von Ngoyo und dem Königreich Kongo und im Osten von Pango begrenzt und lag auf dem Territorium der heutigen angolanischen Exklave Cabinda.
Gegründet wurde das Königreich im 15. Jahrhundert, bereits kurze Zeit später jedoch schloss es sich  vertraglich als Teilstaat an den expandierenden Kongo an.